# Кудайчик
Кудайчи́к (укр. Кудайчик, крымскотат. Qudayçıq, Къудайчыкъ) — исчезнувшее село в Симферопольском районе Крыма. Располагалось на севере района, в степном Крыму, на правом берегу Салгира, примерно — южная окраина современного села Новоандреевки.

## История
Первое документальное упоминание села встречается в Камеральном Описании Крыма… 1784 года, судя по которому, в последний период Крымского ханства Кадайджик входил в состав Акмечетского кадылыка Акмечетского каймаканства). После присоединения Крыма к России (8) 19 апреля 1783 года, (8) 19 февраля 1784 года, именным указом Екатерины II сенату, на территории бывшего Крымского Ханства была образована Таврическая область и деревня была приписана к Симферопольскому уезду. После Павловских реформ, с 1796 по 1802 год, входила в Акмечетский уезд Новороссийской губернии. По новому административному делению, после создания 8 (20) октября 1802 года Таврической губернии, Кудайчин был включён в состав Кучук-Кабачской волости Перекопского уезда.
По Ведомости о всех селениях в Перекопском уезде состоящих с показанием в которой волости сколько числом дворов и душ… от 21 октября 1805 года в деревне Кудакчик числилось 9 дворов и 44 жителя, исключительно крымских татар. На военно-топографической карте генерал-майора Мухина 1817 года обозначен Кудашик с 8 дворами. После реформы волостного деления 1829 года Кадайчик отнесли к Агъярской волости Перекопского уезда. На карте 1836 года в деревне 5 дворов. Затем, видимо, в результате эмиграции крымских татар, деревня опустела и на карте 1842 года она уже не обозначена.
В 1860-х годах, после земской реформы Александра II, деревню включили в состав Айбарской волости. В «Списке населённых мест Таврической губернии по сведениям 1864 года», составленном по результатам VIII ревизии 1864 года, Кудайчик — владельческая татарская деревня с 4 дворами и 19 жителями при рекѣ Салгирѣ. По обследованиям профессора А. Н. Козловского начала 1860-х годов, вода в колодцах деревни была пресная, а их глубина составляла 10—15 сажени (21—32 м). На трёхверстовой карте Шуберта 1865—1876 года в деревне Кудайчин обозначено 2 двора). Видимо, вследствие эмиграции крымских татар, особенно массовой после Крымской войны 1853—1856 годов, в Турцию, деревня опустела и в «Памятной книге Таврической губернии 1889 года», как и последующих документах уже не упоминается.